# Dumbrava (Fehér megye)
Dumbrava falu Romániában, Erdélyben, Fehér megyében.

## Fekvése
Zalatna közelében fekvő település.

## Története
Dumbrava korábban Zalatna része volt, 1956 körül vált külön 53 lakossal. 1966-ban 34, 1977-ben 45, 1992-ben 16, és 2002-ben is 16 román lakosa volt.